# The End of This Chapter
The End of This Chapter – to pierwsza składanka fińskiego zespołu powermetalowego Sonata Arctica. Została wydana w sierpniu 2005 roku w Japonii, a w maju 2006 roku w Europie.

## Lista utworów
1. "...of Silence"
2. "Weballergy"
3. "8th Commandment"
4. "FullMoon"
5. "Ain't Your Fairytale"
6. "UnOpened"
7. "Abandoned, Pleased, Brainwashed, Exploited"
8. "Don't Say a Word"
9. "Victoria's Secret"
10. "Blank File"
11. "My Land"
12. "Black Sheep"
13. "Wolf & Raven"
14. "San Sebastian" (wersja oryginalna)
15. "The Cage"
16. "The End of This Chapter"
17. "Draw Me" (wersja instrumentalna)

### Dodatkowe utwory dołączone na płycie DVD do limitowanej edycji - Acoustic Live 2004
1. "My Land"
2. "Mary Lou"
3. "Replica"
4. "Victoria's Secret ~ Letter to Dana ~ Victoria's Secret"
5. "Jam"
6. "Wolf & Raven" (wideoklip)
7. "Broken" (wideoklip)